# Gottesmutter von Kasan

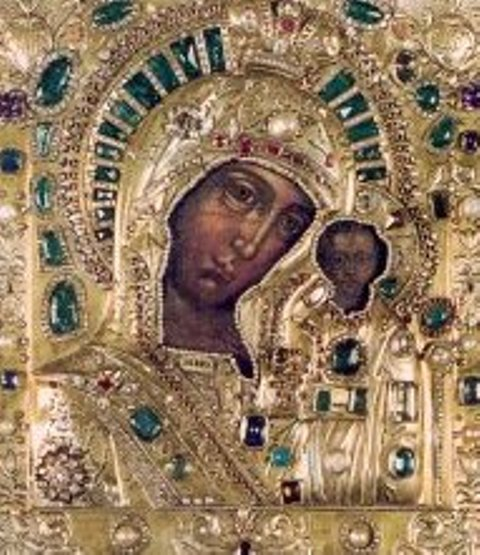
Eine frühe Ikone des Typs der Gottesmutter von Kasan

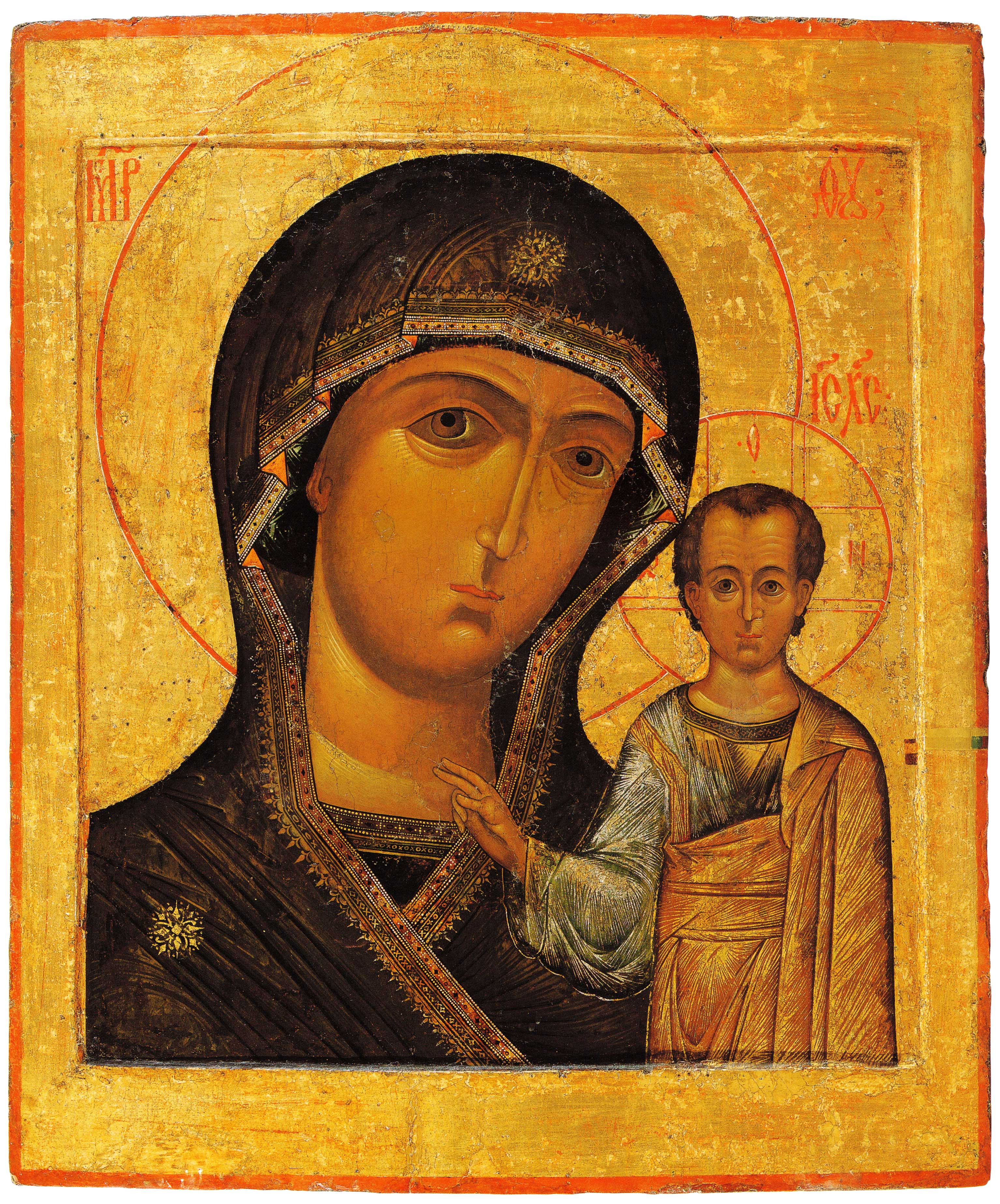
Eine Kopie der Ikone der Gottesmutter von Kasan aus dem Jahr 1649

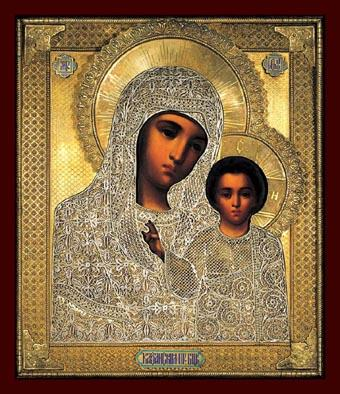
Eine Kopie der Ikone der Gottesmutter von Kasan aus dem 20. Jahrhundert

Die Gottesmutter von Kasan (russisch Казанская Божия Матерь) auch Kasanskaja genannt, ist eine als wundertätig angesehene Ikone der Maria, der Mutter Jesu. Sie zählt in der russisch-orthodoxen Kirche zu den meistverehrten Ikonen.

## Geschichte
Die Ursprünge der Überlieferung des Gnadenbildes liegen in legendärem Halbdunkel. Es soll in der Stadt Kasan kurz nach der Eroberung von den Tataren durch Truppen Iwan des Schrecklichen am 8. Juli 1579 von einem kleinen Mädchen namens Matrjona in den Ruinen ihres niedergebrannten Hauses gefunden worden sein, nachdem ihr die Gottesmutter im Traum erschienen sei. Bis 1612 aufbewahrt im Theotokos-Kloster, das in Kasan am Ort der Erscheinung gebaut worden war, repräsentierte die Ikone mit ihrer Wunderkraft die Macht des orthodoxen Christentums in einer weitgehend tatarisch-muslimischen Umwelt. In den kriegerischen Auseinandersetzungen des 17. Jahrhunderts galt die Gottesmutter von Kasan als Unterstützerin der russischen Sache und begleitete 1612 die Truppen, die Moskau in der Zeit der Wirren von der polnischen Invasionsarmee befreiten. Mit der unmittelbar danach an die Macht gekommenen Dynastie der Romanow blieb das Gnadenbild eng verbunden. Von 1612 bis 1920 wurde es (oder eine Kopie von ihm) in der Kasaner Kathedrale von Moskau verehrt. Wo sich vom Anfang des 18. Jahrhunderts bis zur Russischen Revolution das Kasaner Original des 16. Jahrhunderts befand, wird in der westlichen Literatur widersprüchlich dargestellt. 1709 wurde es im Kampf gegen Schweden angerufen, 1721 soll Peter der Große das Marienbild (oder eine Kopie) nach St. Petersburg gebracht haben. Zunächst im Alexander-Newski-Kloster aufbewahrt, soll es 1737 in die Christi-Geburt-Kirche gekommen sein. Michail  Kutusow versicherte sich 1812 des Beistandes dieses Petersburger Gnadenbildes vor dem Kampf gegen Napoleon. Nach dem Sieg über die Franzosen wurde der Ikone dort die größte Kirche der Hauptstadt, die Kasaner Kathedrale errichtet. Auch in anderen russischen Städten wurden, oft in eigens dazu erbauten Kirchen, Kopien des Kasaner Marienbildes verehrt, so in Moskau (um 1620–1630), Jarosław, Nowaja Usman und Almaty (1857).
Am 29. Juni 1904 wurde das in Kasan aufbewahrte Exemplar des Gnadenbildes aus der dortigen Kathedrale gestohlen, vermutlich wegen seines kostbaren Rahmens. Wahrscheinlich wurde das Gemälde verbrannt. Die Fassung in St. Petersburg soll um 1920 von den Bolschewiken verkauft worden sein. Andere Spekulationen berichten von einem Verbleib im damaligen Leningrad. In jedem Fall gilt das ursprüngliche Kasaner Original heute als verschollen.
Ein mit der ehemals Kasaner, Moskauer oder Petersburger Ikone nicht notwendig identisches Bild der Gottesmutter von Kasan, deren Entstehung von Experten auf etwa 1730 geschätzt wurde tauchte in den 1970er Jahren im westlichen Kunsthandel auf und wurde von der Blauen Armee Mariens für die byzantinische Kirche in Fátima in Portugal erworben.
1993 wurde die Ikone dem polnischen Papst Johannes Paul II. zur Verfügung gestellt, der sie in seinem privaten Arbeitszimmer aufstellte. Elf Jahre später bemühte er sich, die Ikone persönlich dem Moskauer Patriarchen zu überbringen, was an dessen Widerstand scheiterte. 2004 wurde dann das Bild der russischen Seite bedingungslos angeboten. Am 26. August wurde es noch einmal im Petersdom den katholischen Gläubigen präsentiert, bevor es zwei Tage später durch Kardinal Walter Kasper und Kardinal Theodore McCarrick dem Patriarchen der russisch-orthodoxen Kirche in Moskau Alexius II. ausgehändigt wurde. Am 21. Juli 2005 wurde die Ikone von Alexius II. der Mariä-Verkündigungs-Kathedrale im Kasaner Kreml übergeben, ohne dass während dieser feierlichen Übergabe der Patriarch die Rolle des Papstes bei diesem Vorgang erwähnte, was Mintimer Schaimijew, der an der Veranstaltung beteiligte Präsident der Republik Tatarstan, allerdings nachholte. Der deutsche Theologe Adolf Hampel wurde 2010 mit der Medaille „1000 Jahre Kazan“ für sein Engagement bei der Suche nach der Ikone „Gottesmutter von Kasan“ geehrt.

## Patronate und Gedenktag
Die Gottesmutter von Kasan wird von Gläubigen als Schutzpatronin der Stadt Kasan und darüber hinaus ganz Russlands verehrt.
Gedenktage der Gottesmutter von Kasan in der Orthodoxen Kirche sind der 21. Juli und der 4. November. Letzterer ist heute auch der „Tag der Einheit des Volkes“, ein Nationalfeiertag in Russland.